# Alice Brady
Alice Brady, född Mary Rose Brady 2 november 1892 i New York, död 28 oktober 1939 i New York, var en amerikansk skådespelare.

## Biografi
Alice Bradys far var den inflytelserika teatermannen William A. Brady. Hennes mor, Rosemarie Brady var dansös och dog 1895. Efter moderns bortgång gifte hennes far om sig med skådespelaren Grace George som därmed blev Alice Bradys styvmor.
Brady uttryckte tidigt en önskan att få stå på scen och gjorde sitt första scenframträdande vid 14 års ålder. 1911, när hon var 18 år, fick hon sitt första engagemang på Broadway i uppsättningen The Balkan Princess som hennes far arbetade med. Hon fortsatte framträda på Broadway under 22 år, ofta i produktioner som fadern producerade. 1931 spelade hon i uruppförandet av Eugene O'Neills pjäs Klaga månde Elektra, en roll som av vissa ansågs som hennes största framgång.

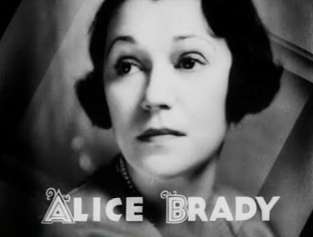
Alice Brady 1933.

Bradys fars företag arbetade även med filmproduktion och därigenom fick hon sin första filmroll i As Ye Sow 1914. Hon spelade i över 50 stumfilmer, ofta som glamorös huvudrollsinnehavare. Från 1923 och tio år framåt drog hon sig tillbaka från filmen för att enbart ägna sig åt teater. När hon återvände till filmvärlden 1933 blev det starten på hennes allra mest produktiva period. 1933 spelade hon in fem filmer för MGM under ett år. Hennes första talfilm blev When Ladies Meet (1933). Under hennes karriär spelade hon bland annat mot kända skådespelare som Fred Astaire, Ginger Rogers och Mae West. Vid Oscarsgalan 1937 nominerades hon till Bästa kvinnliga biroll för rollen i Godfrey ordnar allt (1936). Påföljande år nominerades hon återigen i samma kategori och vann denna gång för rollen i In Old Chicago (1937).
Alice Brady var gift med skådespelaren James Crane från 1920 till 1922 och tillsammans fick de sonen Donald. Brady och Crane spelade mot varandra i tre filmer.
Hennes sista filmroll var i Folkets hjälte som hade premiär 1939. Samma år dog Brady av cancer.

## Filmografi i urval
- 1914 – As Ye Snow
- 1933 – When Ladies Meet
- 1933 – Skönhet till salu
- 1934 – Continental
- 1935 – Gold Diggers of 1935
- 1936 – Godfrey ordnar allt
- 1936 – Flickorna gör slag i saken
- 1937 – In Old Chicago
- 1939 – Doktorn i dilemma[4]
- 1939 – Folkets hjälte

## Galleri

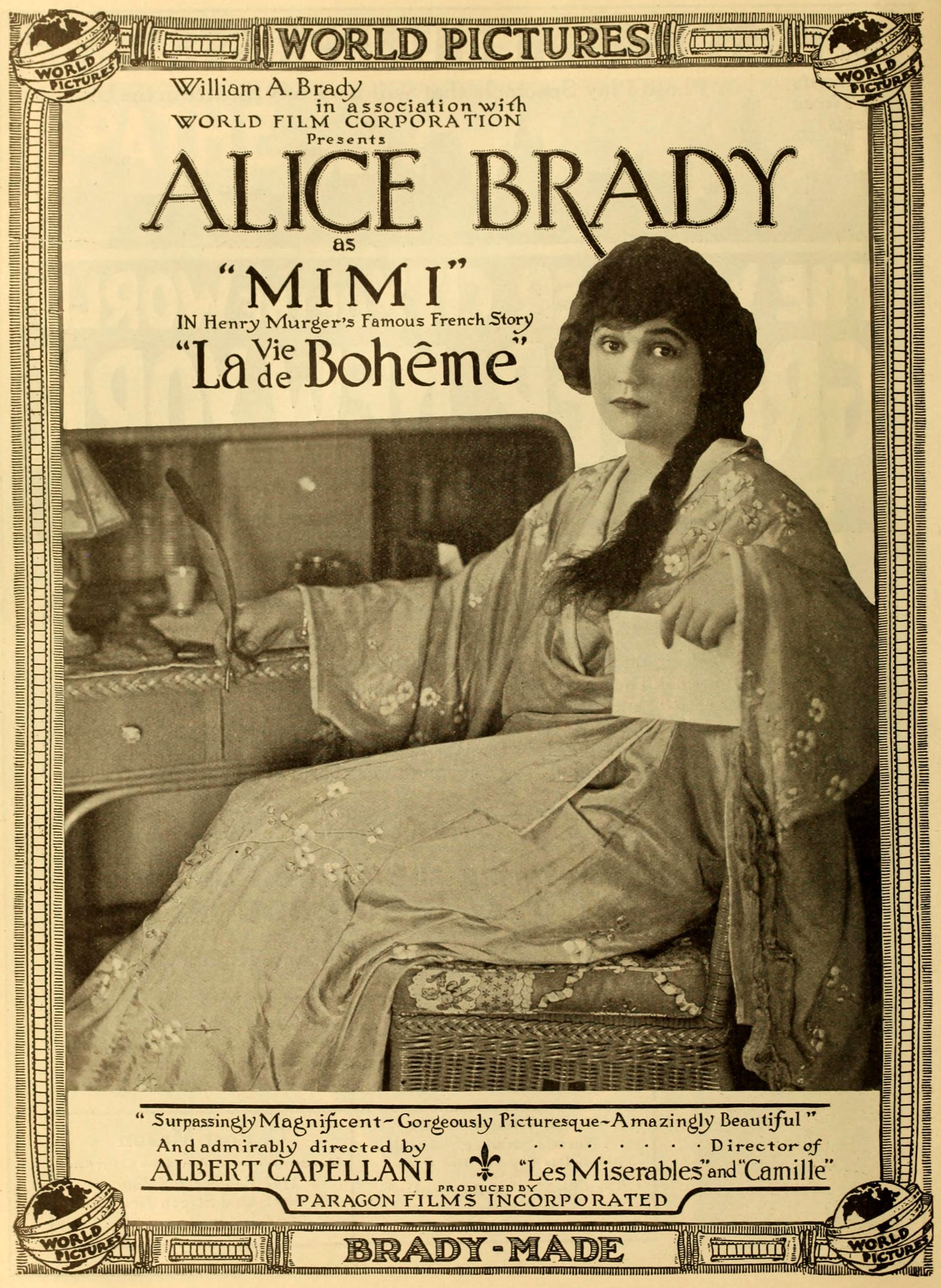
La Vie de Bohême, 1916
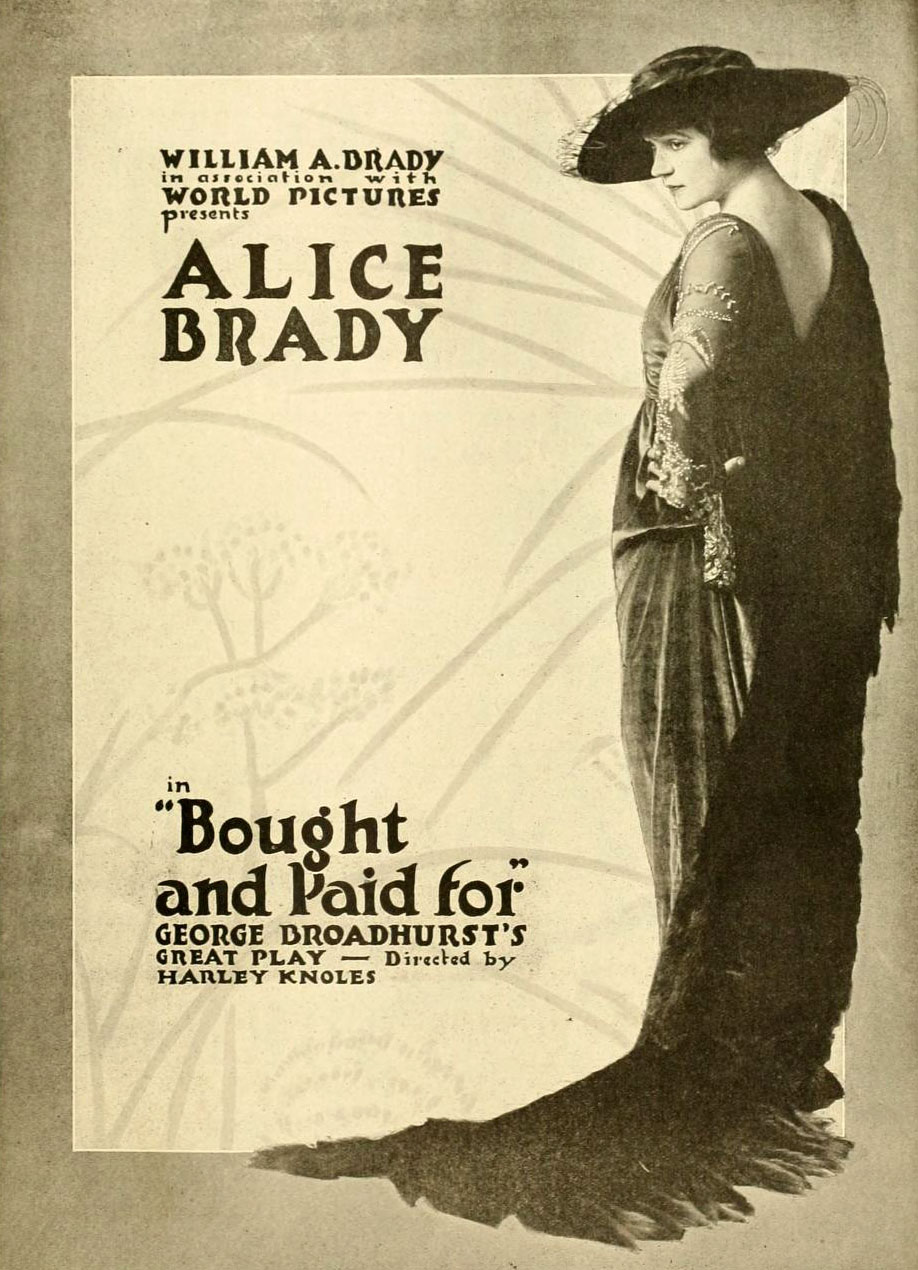
Bought and Paid For, 1916
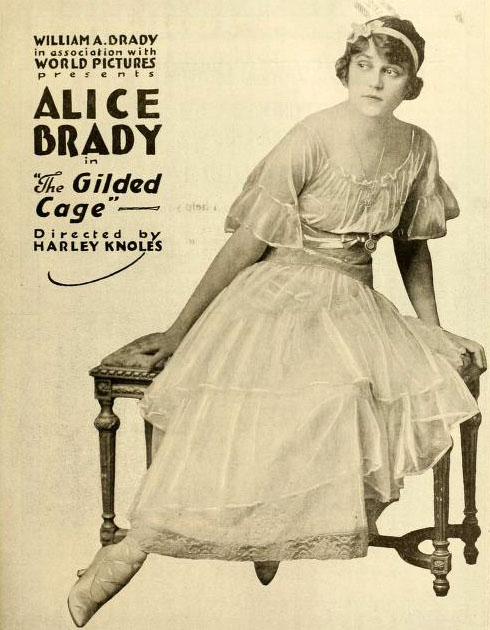
The Gilded Cage, 1916
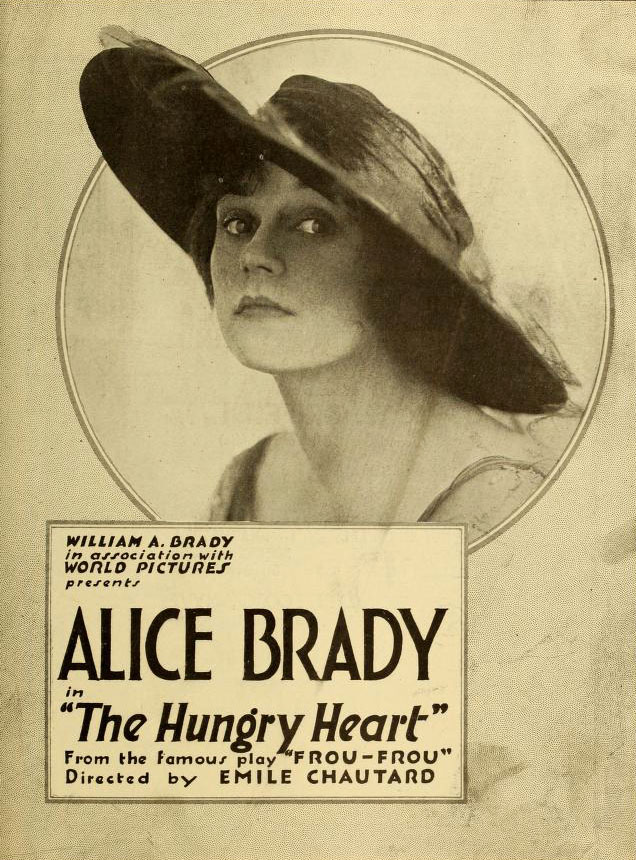
The Hungry Heart, 1917
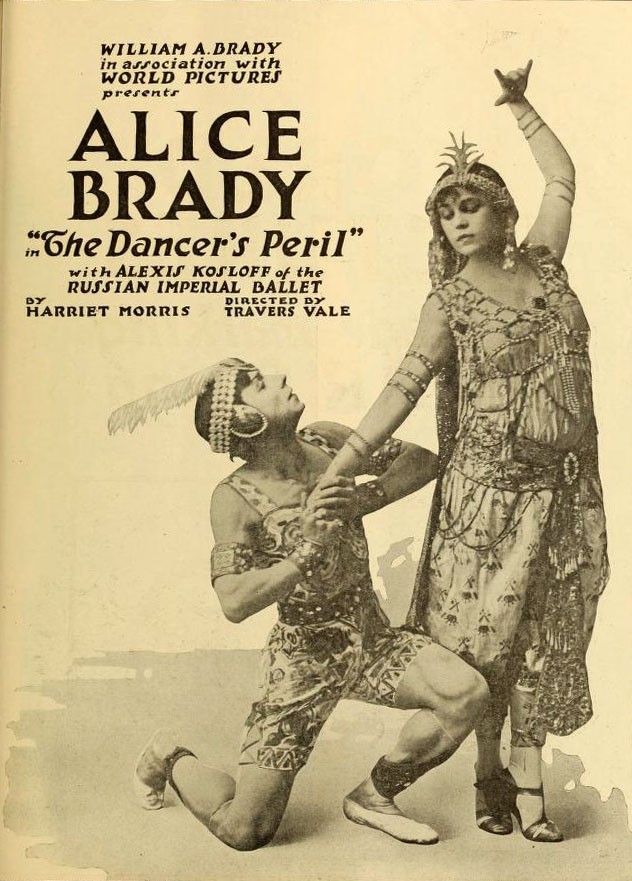
The Dancer's Peril, 1917
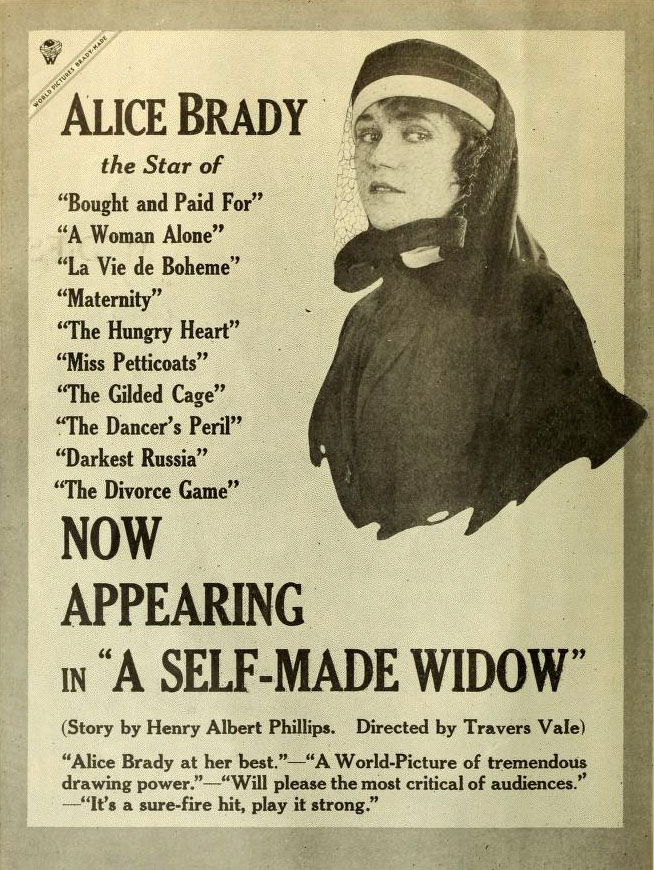
A Self-Made Widow, 1917
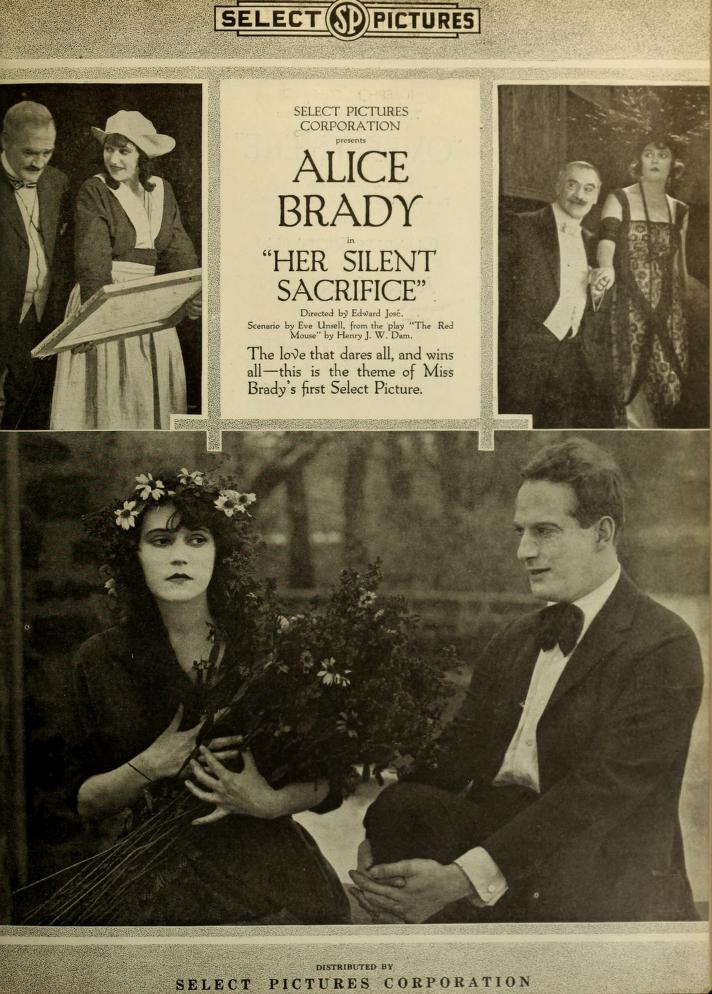
Her Silent Sacrifice, 1917
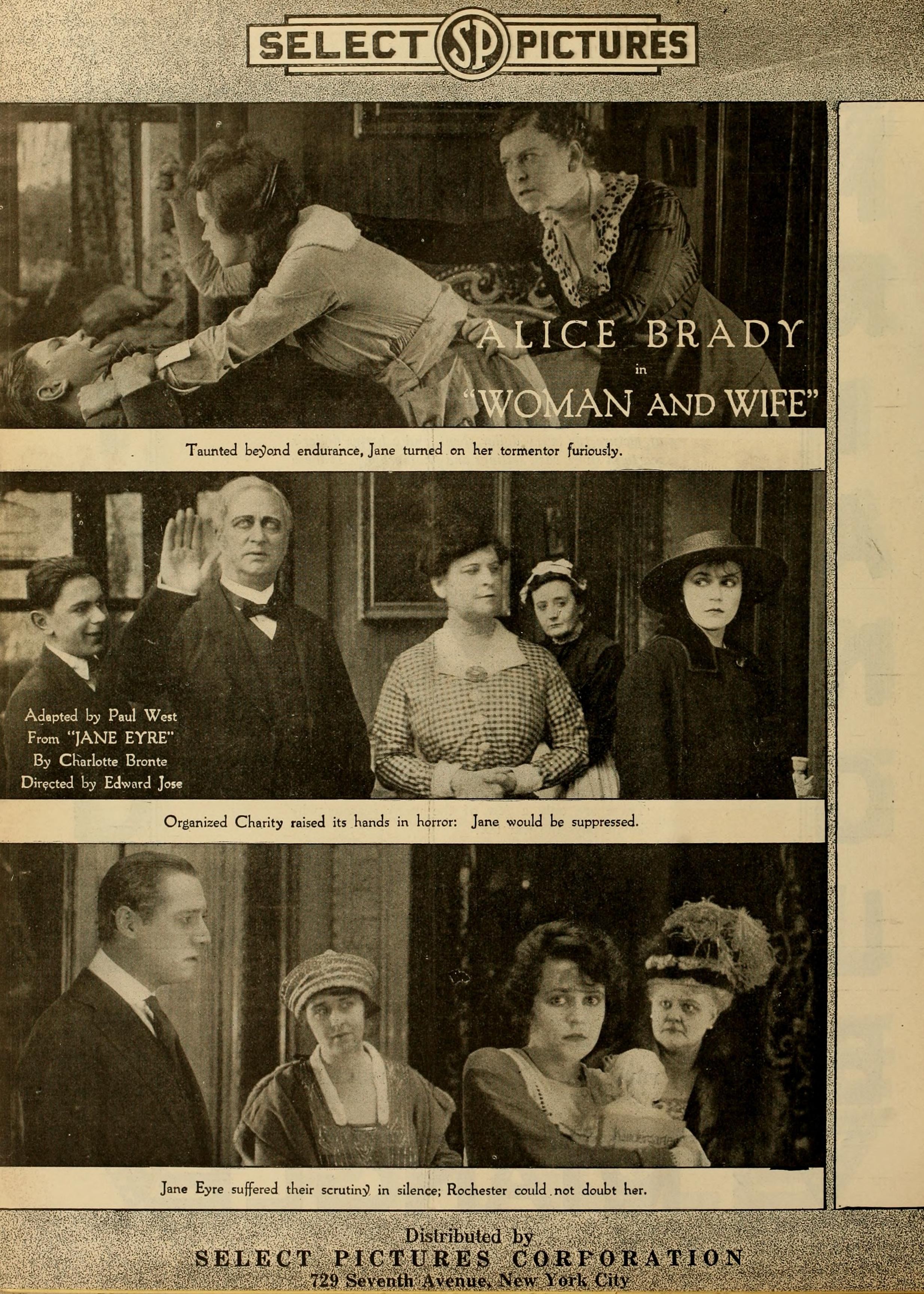
Woman and Wife, 1918
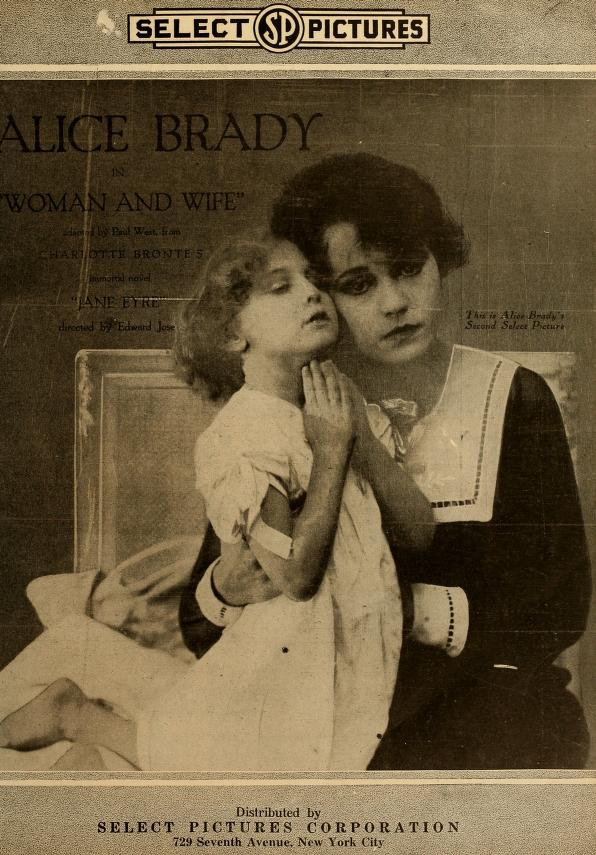
Woman and Wife, 1918
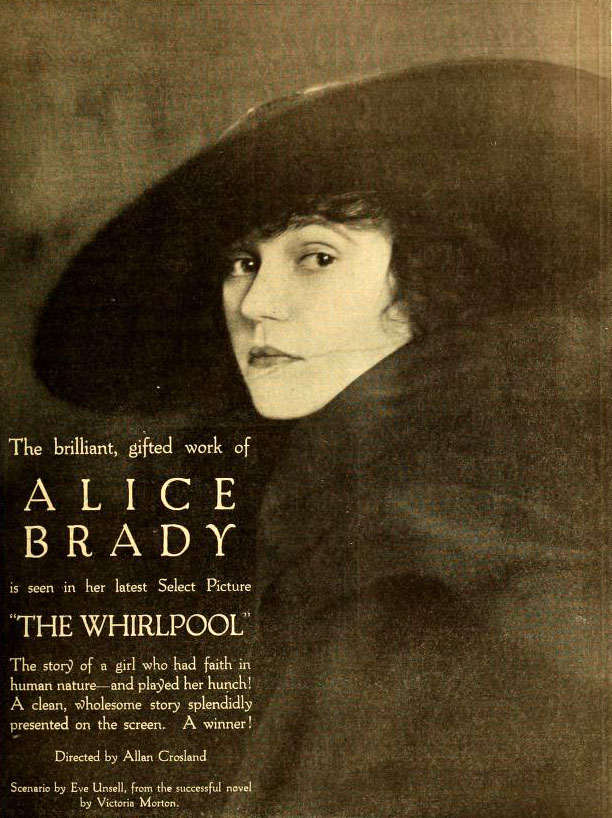
The Whirlpool, 1919
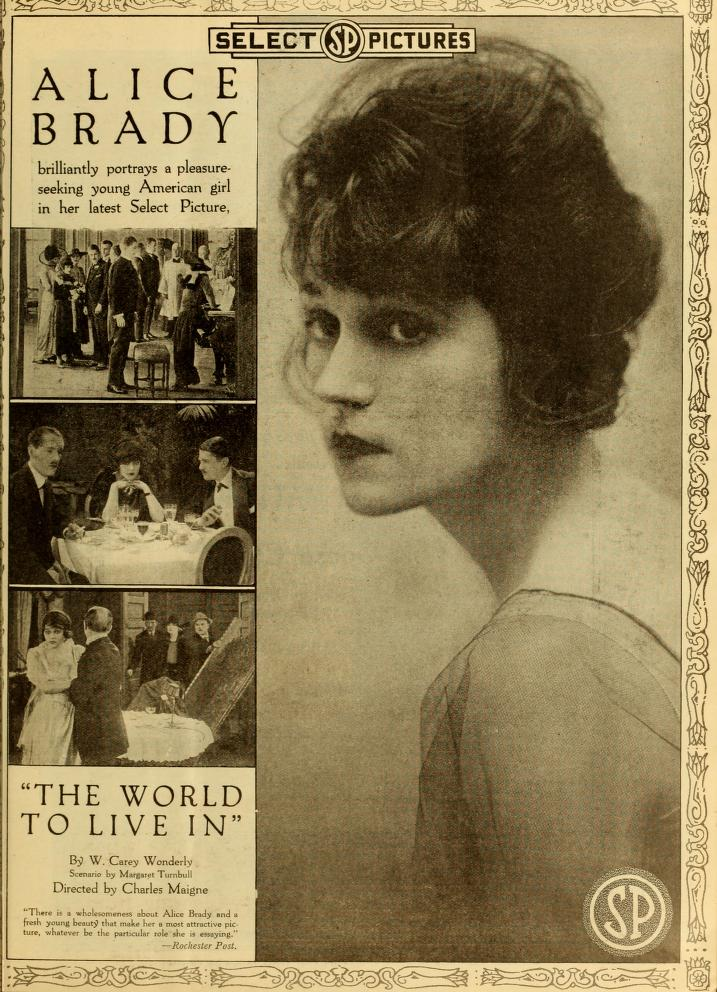
The World To Live In, 1919